# Raissac
Raissac [ʁɛsak] (okzitanisch Raiçac) ist eine französische Gemeinde mit 49 Einwohnern (Stand 1. Januar 2022) im Département Ariège in der Region Okzitanien. Sie gehört zum Arrondissement Pamiers und zum Gemeindeverband Pays d’Olmes. 

## Geografie
Die Gemeinde Raissac liegt 19 Kilometer östlich von Foix und etwa 50 Kilometer nördlich des Pyrenäenkammes im Gebiet des Massif du Plantaurel. Das Gemeindegebiet wird durch ein Quertal bestimmt, das die Täler der Flüsse Douctouyre und Touyre verbindet. Eingerahmt wird das Tal von bewaldeten Höhenzügen, die im Norden 825 m Meereshöhe (Cap de la Monge) und im Süden knapp 810 m (Hang des Cap de Cambière) erreichen, während das Dorf Raissac auf etwa 590 m im Talboden liegt. Raissac grenzt an Sautel im Norden, Lavelanet im Osten, Péreille im Süden, Roquefixade im Südwesten (Berührungspunkt) und Ilhat im Westen.

## Bevölkerungsentwicklung
| Jahr      | 1962 | 1968 | 1975 | 1982 | 1990 | 1999 | 2006 | 2013 | 2022 |
| Einwohner | 67   | 55   | 42   | 43   | 36   | 51   | 44   | 45   | 49   |

Im Jahr 1793, zur Zeit der Gemeindegründung, wurde mit 106 Bewohnern die bisher höchste Einwohnerzahl ermittelt. Die Zahlen basieren auf den Daten von cassini.ehess und INSEE.

## Sehenswürdigkeiten
- Kirche Notre-Dame-de-l’Assomption (Mariä Himmelfahrt)
- Wegkreuz am Cap du Roc

## Wirtschaft und Infrastruktur
In der Gemeinde ist ein Rinderzuchtbetrieb ansässig (hauptsächlich Getreideanbau).
Durch die Gemeinde Raissac führt die Fernstraße D 1 / D 10 von Foix nach Lavelanet. In der 19 Kilometer entfernten Stadt Foix besteht ein Anschluss an die autobahnartig ausgebaute RN 20 von Toulouse nach Puigcerdà. Der Bahnhof Foix liegt an der Bahnstrecke Portet-Saint-Simon–Puigcerdà.

## Belege
1. ↑  Raissac auf cassini.ehess
2. ↑  Raissac auf INSEE
3. ↑  Landwirtschaftsbetrieb auf annuaire-mairie.fr (französisch)